# Schendylops dentifer
Schendylops dentifer är en mångfotingart som först beskrevs av Chamberlin 1957.  Schendylops dentifer ingår i släktet Schendylops och familjen småjordkrypare.
Artens utbredningsområde är Ecuador. Inga underarter finns listade i Catalogue of Life.